# لوله جداری

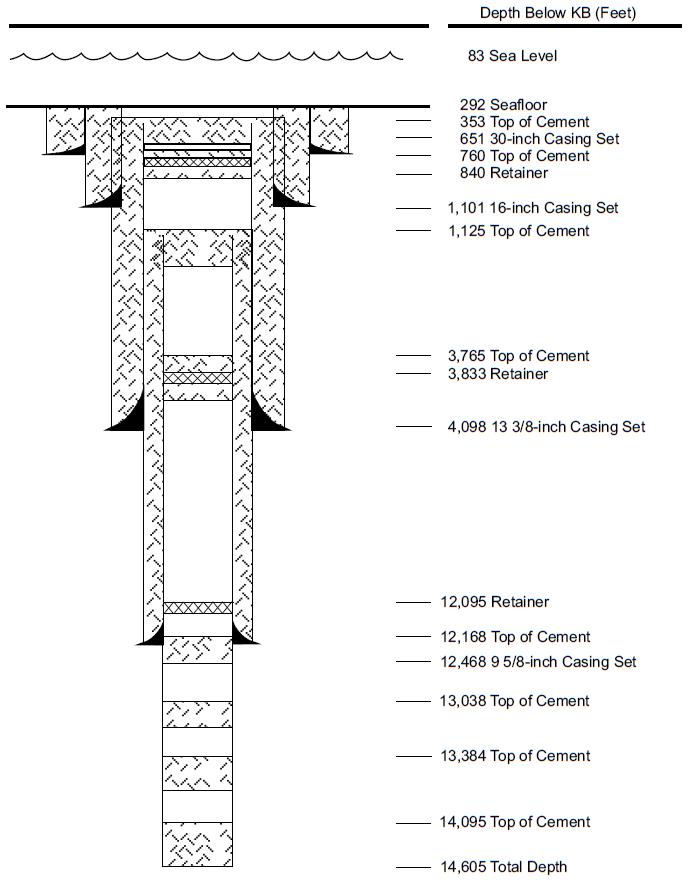
طرحی از یک لوله جداری.

لوله جداری (به انگلیسی: casing) به لوله‌ای در مهندسی حفاری گفته می‌شود که با آن ستون چاه از محیط مخزن جداسازی می‌شود. در این عملیات لوله‌ای که معمولاً جنس آن از فلز‌های مقاوم در برابر خوردگی می‌باشد به درون چاه رانده شده. طی این فرایند پس از حفاری به مقدار قابل توجه باید این عمل انجام گیرد تا در ادامه حفاری از ریزش دیواره چاه جلوگیری بعمل آید. در طی عملیات حفاری معمولاً ۴ یا ۵ مرتبه لوله جداری گذاری می‌شود. 
قطر لوله جداری اول که به لوله هادی معروف است و از روی زمین شروع شده و طولی برابر با ۵ متر دارد معمولاً ۴۰ تا ۴۳ اینچ بوده و آخرین لوله جداری که به لوله آستری معروف بوده ۷ تا ۹ اینچ قطر دارد. و ساختار به این صورت می‌باشد که در عملیات قرار دادن لوله جداری در هر مرحله باید تمام ستون چاه را پوشانده و لوله جداری قبلی را نیز پوشش داده. لوله جداری‌های بعد از لوله جداری اول در اندازه‌های ۱۳ متری بوده که به هم پیچ می‌شوند و به عنوان یک لوله جداری واحد به درون چاه فرستاده می‌شوند.
پس از قرار دادن لوله جداری در ستون چاه باید مابین آن و دیوارهٔ چاه سیمانکاری شده تا لوله جداری در جای خود محکم شده تا ادامهٔ حفاری با اطمینان ادامه یابد.
لوله جدار چاه به 3 شکل نورد، رول کردن و خم‌کاری ورق فلزی تولید خواهدشد.
در روش نورد چه به صورت نورد سرد یا گرم ورق فلزی را به شکل استوانه در می‌آورند. و با استفاده از جوشکاری فرکانس بالا و فشار، شیار میان استوانه را پر می‌کنند.
در روش رول‌کردن که به لوله‌های اسپیرال معروف هستند، ورق آهنی را در دستگاه نورد قرار می‌دهند. دستگاه ورق آهنی را به صورت شیارهای مارپیچ خارج می‌کند. سپس این شیارهای مارپیچ با جوش پودری به هم اتصال پیدا می‌کند. لوله جدار اسپیرال به نسبت لوله جدار نورد مستقیم ارزان‌تر است.
در روش خم‌کاری ورق به شکل استوانه تبدیل خواهدشد. سپس توسط جوشکاری شیار باقی مانده پر و تبدیل به یک غلاف چاه خواهد شد.

## دلایل استفاده از لوله جداری
- جلوگیری از ریزش دیوارهٔ چاه
- جدا سازی طبقات مختلف آب، نفت و گاز در مخزن
- جلوگیری از آشفته شدن جریان در چاه
- محافظت از ابزار درون چاهی لوله مغزی که پس از پایان حفاری کار گذاشته می‌شود
- جلوگیری از ورود شن‌ها از درون مخزن به درون چاه و آلوده کردن جریان
- جدا کردن لایه‌های کم فشار از پر فشار
- جلوگیری از ورود سیالات ناخواسته به درون چاه

## اندازه‌های مختلف لوله جداری
این اندازه بر اساس ترتیب قرار گیری می‌باشد:
- لوله جداری پایه: ۴۰ تا ۴۳ اینچ
- لوله جداری دوم: ۵/۸ ۱۸ اینچ
- لوله جداری سوم: ۳/۸ ۱۳ اینچ
- لوله جداری چهارم: ۷ اینچ

## لوله آستری
لوله آستری (به انگلیسی: linear) نوعی لوله جداری است که در انتهای عملیات حفاری از آن استفاده می‌شود و مانند لوله‌های جداری دیگر از ابتدا تا انتهای چاه کشیده نمی‌شود بلکه به انتهای لوله جداری بالایی چفت شده و تولید انتهای چاه از طریق آن انجام می‌گیرد. معمولاً مشبک‌کاری می‌شود و قطر آن حدود ۷ تا ۹ اینچ است.